# Esmé Bianco
Esmé Augusta Bianco (St Albans, Hertfordshire, 25 mei 1982) is een Britse actrice en neoburlesk artieste, die een terugkerende rol had als Ros in Game of Thrones.

## Biografie

### Carrière
Bianco heeft geposeerd voor de schilders Christian Furr en Peregrine Heathcote.
Bianco's speelfilmrollen omvatten Burlesque Fairytales, waarin zij "Mother" speelde in een van de verhalen. Ze verscheen ook in Chemical Wedding, Dead Man Running, The Big I Am, en The Scorpion King 4: Quest for Power. Bianco verscheen als het personage Ros, een prostituee in King's Landing, in de HBO-serie Game of Thrones. Ze verscheen voor het eerst in de première van de serie "Winter Is Coming" en keerde nog 13 afleveringen terug, vaak in de "sexposition" scènes van de show, voordat haar personage werd vermoord in de aflevering "The Climb" in seizoen 3. Als stemactrice had ze 24 afleveringen de rol van Eclipsa in de Disney-animatieserie Star vs. the Forces of Evil.
In 2020 maakte Bianco een verschijning op het Puscifer album Existential Reckoning op het nummer "UPGrade".

### Persoonlijk leven
In februari 2021 beschuldigde Bianco muzikant Marilyn Manson ervan haar fysiek te hebben misbruikt tijdens hun relatie in 2011, nadat zij van haar echtgenoot was gescheiden. In april 2021 klaagde Bianco Manson aan wegens aanranding, mensenhandel en mishandeling. Bianco beweerde dat ze drugs en alcohol kreeg toegediend, en ook werd onderworpen aan bedreigingen met geweld en verkrachting. Bianco beweerde ook dat Manson haar vastbond op een gebedsknieler, haar sloeg met een zweep, en haar verkrachtte. Marilyn Manson reageerde op Bianco via zijn advocaat, en verklaarde dat Bianco's beschuldigingen "aantoonbaar vals" waren.

## Filmografie

### Films
| Jaar | Titel                                | Rol              | Opmerkingen |
| ---- | ------------------------------------ | ---------------- | ----------- |
| 2006 | Dolls                                | Mouche           | korte film  |
| 2008 | Chemical Wedding                     | Mavis            |             |
| 2009 | Burlesque Fairytales                 | Mother           |             |
| 2009 | Dead Man Running                     | Burlesque Singer |             |
| 2009 | Robbie Williams: You Know Me         | als zichzelf     | muziekvideo |
| 2010 | The Big I Am                         | Madame Dupoint   |             |
| 2011 | Eric & Ernie                         | Lola             | tv-film     |
| 2014 | A Christmas Mystery                  | Rebecca Clark    | tv-film     |
| 2015 | The Scorpion King 4: Quest for Power | Feminina         | video       |
| 2015 | Ominous                              | Rachel Young     | tv-film     |
| 2018 | Living Among Us                      | Elleanor         |             |
| 2021 | The First Goodbye                    | Rachel           | korte film  |

### Series
| Jaar    | Titel                       | Rol                 | Opmerkingen             |
| ------- | --------------------------- | ------------------- | ----------------------- |
| 2010    | Any Human Heart             | Betty               | miniserie, 1 aflevering |
| 2011-13 | Game of Thrones             | Ros                 | 14 afleveringen         |
| 2013    | Gay of Thrones              | Ros                 | 1 aflevering            |
| 2015-20 | The Magicians               | Eliza, Jane Chatwin | 7 afleveringen          |
| 2017-19 | Star vs. the Forces of Evil | Queen Eclipsa       | stem, 24 afleveringen   |
| 2018    | Hot Streets                 | Professor Lane      | stem, 1 aflevering      |
| 2018    | Supergirl                   | Thara Ak-Var        | 2 afleveringen          |